# Quinzano d'Oglio
Quinzano d'Oglio är en ort och kommun i provinsen Brescia i regionen Lombardiet i Italien. Kommunen hade 6 295 invånare (2018).